# Ronde van Italië 2013/Tweede etappe
De tweede etappe van de Ronde van Italië 2013 werd op 5 mei verreden. De renners reden een overwegende vlakke ploegentijdrit op het eiland Ischia van Ischia naar Forio over een afstand van 17,4 kilometer. De Britse formatie Sky ProCycling was de snelste in de ploegentijdrit. De Italiaan Salvatore Puccio was de snelste Sky renner en hij veroverde de roze trui.

## Verloop
De ploegentijdrit over 17,4 kilometer werd in het tweede gedeelte van de koers beslist. De Italiaanse Lampre-ploeg, met favoriet Michele Scarponi, verloor te veel mensen in het tweede gedeelte en moest uiteindelijk 22 seconden toegeven op de uiteindelijke winnaar. Dat werd de ploeg van topfavoriet Bradley Wiggins, het Britse Sky ProCycling. Zij moesten op het tussenpunt nog twee seconden toegeven op het Spaanse Team Movistar, maar na een snel tweede deel van de koers wisten zij met een voorsprong van negen seconden de ploegentijdrit te winnen. Op de tweede plaats eindigde het Team Movistar en de derde plaats de ploeg van Vincenzo Nibali, eveneens een topfavoriet, op veertien seconden achterstand.
In het algemeen klassement verloor de Brit Mark Cavendish het roze aan de Sky formatie. Op plaats één tot en met vijf staan na de ploegentijdrit telkens Sky-renners. De eerste plaats was voor de Italiaan Salvatore Puccio die het best geklasseerd stond van Sky. Op de tweede en derde plaats, in dezelfde tijd, volgen de Brit Bradley Wiggins en de Colombiaan Sergio Henao. Beste Nederlander is Steven Kruijswijk die op plaats 41 staat met een achterstand van 28 seconden. Dezelfde achterstand heeft de beste Belg, Jens Keukeleire op plaats 49.
In het puntenklassement behoudt de Brit Mark Cavendish wel zijn leidende positie, omdat er tijdens de ploegentijdrit geen punten werden verdiend voor het puntenklassement. Hetzelfde geldt voor de Italiaan Giovanni Visconti die zijn leidende positie behoudt in het bergklassement. In het jongerenklassement is de Italiaan Salvatore Puccio aan de leiding gekomen. Hij zal het wit niet dragen tijdens de derde etappe omdat hij het roze al mag dragen. Het wit zal daarom om de schouders hangen van de nummer twee, de Brit Alex Dowsett. Door de sterke ploegentijdrit wist Sky ProCycling de leiding te nemen in het ploegenklassement.

## Uitslag
| Ischia - Forio (17,4 km, TTT) |                           |        |
| Plaats                        | Ploeg                     | Tijd   |
|                               | Sky ProCycling            | 22'05" |
| 2                             | Team Movistar             | + 9"   |
| 3                             | Astana Pro Team           | + 14"  |
| 4                             | Team Katjoesja            | + 19"  |
| 5                             | Vini Fantini-Selle Italia | + 22"  |
| 6                             | Lampre-Merida             | z.t.   |
| 7                             | Team Garmin-Sharp         | + 25"  |
| 8                             | Blanco Pro Cycling        | + 28"  |
| 9                             | Orica-GreenEdge           | z.t.   |
| 10                            | Vacansoleil-DCM           | + 34"  |

## Klassementen
| Algemeen klassement |                   |                    |          |
| Plaats              | Naam              | Ploeg              | Tijd     |
| Roze trui           | Salvatore Puccio  | Sky ProCycling     | 3u20'43" |
| 2                   | Bradley Wiggins   | Sky ProCycling     | z.t.     |
| 3                   | Sergio Henao      | Sky ProCycling     | z.t.     |
| 4                   | Dario Cataldo     | Sky ProCycling     | z.t.     |
| 5                   | Rigoberto Urán    | Sky ProCycling     | z.t.     |
| 6                   | Beñat Intxausti   | Movistar           | + 9"     |
| 7                   | Giovanni Visconti | Movistar           | z.t.     |
| 8                   | José Herrada      | Movistar           | z.t.     |
| 9                   | Alex Dowsett      | Movistar           | z.t.     |
| 10                  | Eros Capecchi     | Movistar           | z.t.     |
|                     |                   |                    |          |
| 41                  | Steven Kruijswijk | Blanco Pro Cycling | + 28"    |
| 49                  | Jens Keukeleire   | Orica-GreenEdge    | + 28"    |

| Puntenklassement |                |                         |        |
| Plaats           | Naam           | Ploeg                   | Punten |
| Rode trui        | Mark Cavendish | Omega Pharma-Quick Step | 28     |
| 2                | Elia Viviani   | Cannondale              | 20     |
| 3                | Nacer Bouhanni | FDJ                     | 16     |
|                  |                |                         |        |
| 17               | Julien Vermote | Omega Pharma-Quick Step | 2      |

| Bergklassement |                     |                  |        |
| Plaats         | Naam                | Ploeg            | Punten |
| Blauwe trui    | Giovanni Visconti   | Movistar         | 3      |
| 2              | Cameron Wurf        | Cannondale       | 3      |
| 3              | Guillaume Bonnafond | AG2R-La Mondiale | 3      |
|                |                     |                  |        |
| 5              | Martijn Keizer      | Vacansoleil-DCM  | 1      |

| Jongerenklassement |                  |                    |          |
| Plaats             | Naam             | Ploeg              | Tijd     |
| Witte trui         | Salvatore Puccio | Sky ProCycling     | 3u20'43" |
| 2                  | Alex Dowsett     | Movistar           | + 9"     |
| 3                  | Fabio Aru        | Astana             | + 14"    |
|                    |                  |                    |          |
| 9                  | Wilco Kelderman  | Blanco Pro Cycling | + 28"    |
| 10                 | Jens Keukeleire  | Orica-GreenEdge    | + 28"    |

| Ploegenklassement |                |          |
| Plaats            | Ploeg          | Tijd     |
|                   | Sky ProCycling | 9u17'59" |
| 2                 | Movistar       | + 9"     |
| 3                 | Astana         | + 14"    |

1e etappe ·
2e etappe ·
3e etappe ·
4e etappe ·
5e etappe ·
6e etappe ·
7e etappe ·
8e etappe ·
9e etappe ·
10e etappe ·
11e etappe ·
12e etappe ·
13e etappe ·
14e etappe ·
15e etappe ·
16e etappe ·
17e etappe ·
18e etappe ·
19e etappe ·
20e etappe ·
21e etappe
Startlijst · Eindstanden · Afbeeldingen